# ISO 3166-2:SE

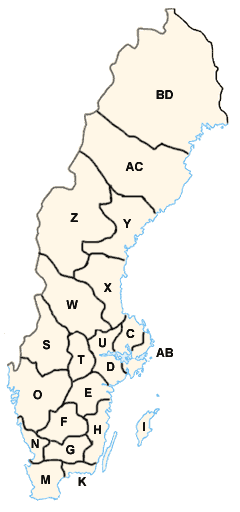
Švédské kraje

Kódy ISO 3166-2 pro Švédsko identifikují 21 krajů (stav v roce 2015). První část (SE) je mezinárodní kód pro Švédsko, druhá část sestává z jednoho nebo dvou písmen identifikujících kraj.

## Seznam kódů
```
SE-AB Stockholm (
Stockholm
)
SE-AC Västerbotten (Umeå)
SE-BD Norrbotten (Luleå)
SE-C  Uppsala (Uppsala)
SE-D  Södermanland (Nyköping)
SE-E  Östergötland (Linköping)
SE-F  Jönköping (Jönköping)
SE-G  Kronoberg (Växjö)
SE-H  Kalmar (Kalmar)
SE-I  Gotland (Visby)
SE-K  Blekinge (Karlskrona)
SE-M  Skåne (Malmö)
SE-N  Halland (Halmstad)
SE-O  Västra Götaland (
Göteborg
)
SE-S  Värmland (Karlstad)
SE-T  Örebro (Örebro)
SE-U  Västmanland (Västerås)
SE-W  Dalarna (Falun)
SE-X  Gävleborg (Gävle)
SE-Y  Västernorrland (Härnösand)
SE-Z  Jämtland (Östersund)
```